# Судновий крильчатий рушій

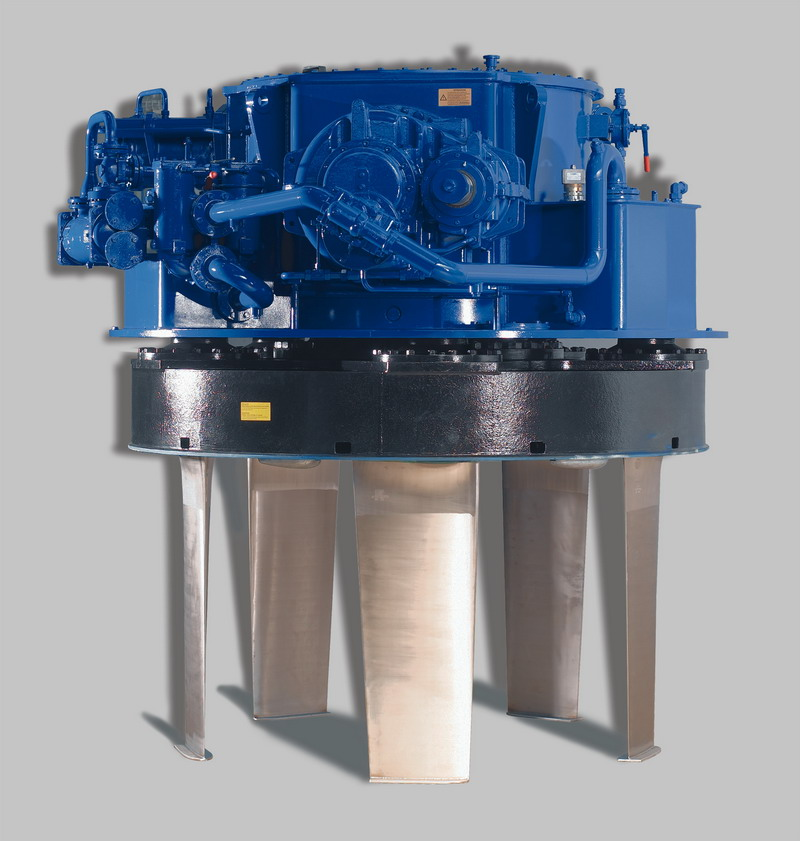
Загальний вигляд суднового крильчатого рушія

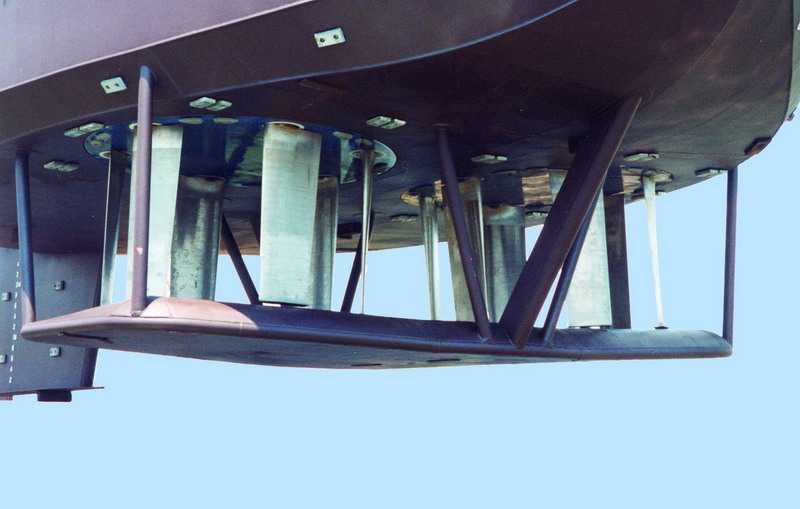
Два крильчастих рушія на корпусі судна

Судновий крильчатий рушій, відомий також під назвою рушій Фойта — Шнайдера (англ. Voith Schneider Propeller) — рушійно-кермовий пристрій з повністю зануреним у середу крильчатим рушієм з циклоїдальним рухом лопатей, який створює упор, напрямок якого може змінюватися в межах від 0° до 360° праворуч або ліворуч при зміні кутів установки лопатей, що дозволяє дуже добре маневрувати судам і дозволяє майже миттєво змінити його упор. 
Винайдений в 1926 році австрійцем Ернестом Шнайдером, а в 1927-1928 роках фірмою Voith GmbH було побудовано перше експериментальне судно. Першим судном, зданим в експлуатацію в 1931 році, стало судно Кемптен на Боденському озері. 

## Конструкція
Рушій складається з круглої пластини, яка обертається навколо вертикальної осі, з безліччю вертикальних лопатей. Кожна лопать обертається навколо вертикальної осі по епіциклоїді за допомогою внутрішнього механізму, який змінює кут атаки лез у синхронізації з обертанням пластини, так щоб кожна лопать могла забезпечити поштовх в будь-якому положенні, подібно роботі автомата перекосу у вертольоті.

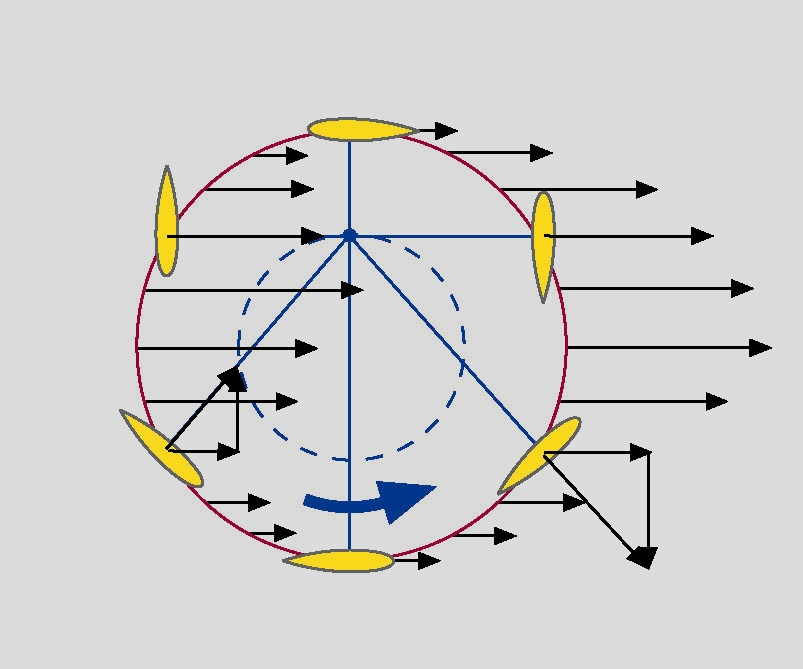
Схема сил при роботі суднового крильчастого рушія
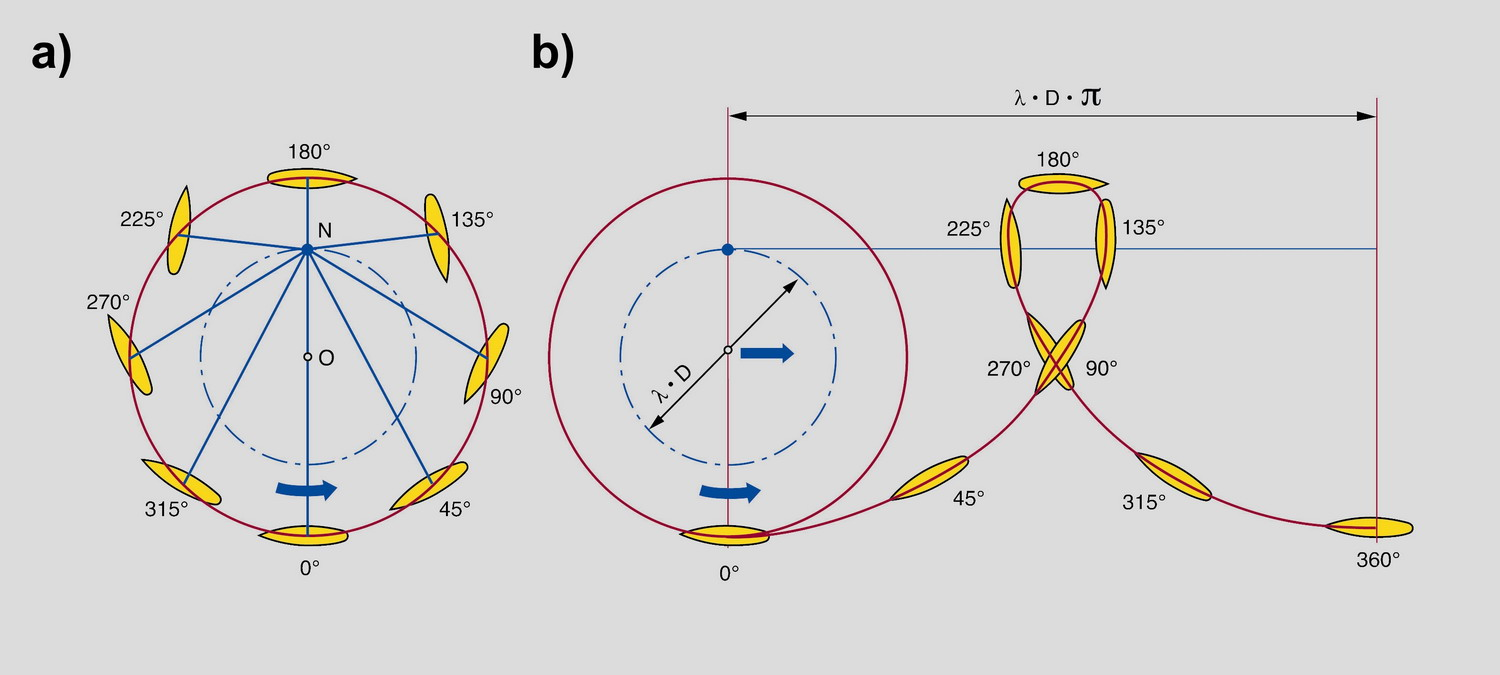
Шлях лопаті

## Застосування
Широко використовується на плавучих кранах, буксирах і поромах, а також у кермових пристроях.